# اچ‌ام‌اس مونتاگو (۱۷۷۹)
اچ‌ام‌اس مونتاگو (۱۷۷۹) (به انگلیسی: HMS Montagu (1779)) یک کشتی بود که طول آن ۱۶۹ فوت (۵۲ متر) بود. این کشتی در سال ۱۷۷۹ ساخته شد.